# 穆拉什卡
48°56′3″N 27°52′28″E / 48.93417°N 27.87444°E
穆拉什卡（烏克蘭語：Мурашка），是烏克蘭的村落，位於該國西南部文尼察州，由日梅林卡區負責管轄，面積15.45平方公里，海拔高度299米，2001年人口38，人口密度每平方公里15.45人。